# Bart Zoet

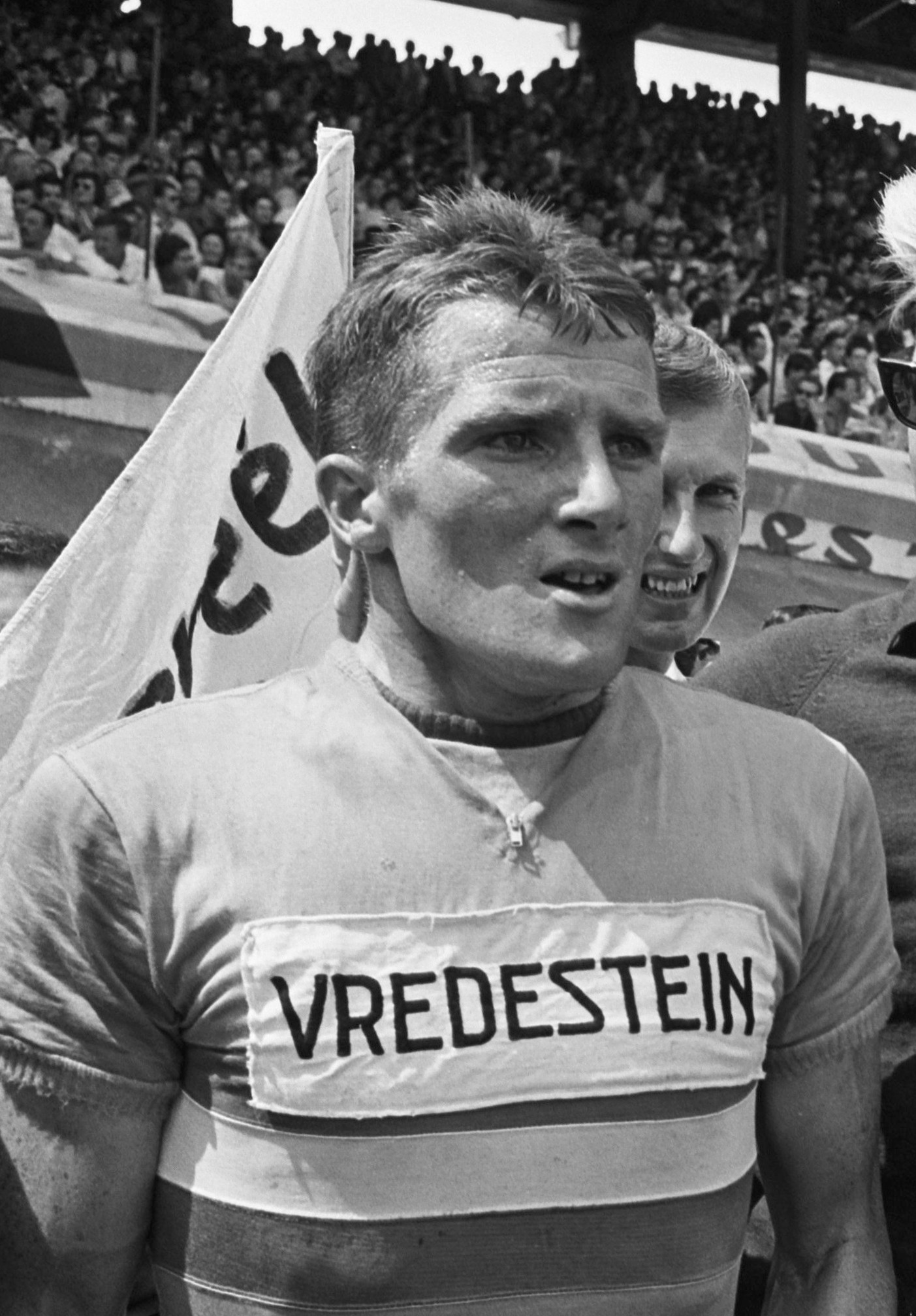
Bart Zoet (1964)

Hubertus Balthazar „Bart“ Zoet (* 20. Oktober 1942 in Sassenheim; † 13. Mai 1992 ebenda) war ein niederländischer Radrennfahrer und Olympiasieger.
Als Amateur gewann Bart Zoet zahlreiche heimische Rennen, darunter die Acht van Chaam. 1964 errang er bei den Olympischen Sommerspielen in Tokio gemeinsam mit Jan Pieterse, Evert Dolman und Gerben Karstens die Goldmedaille im Mannschaftszeitfahren. Im olympischen Straßenrennen wurde er als 20. klassiert. Bei den Straßenradsport-Weltmeisterschaften 1964 kam er mit dem niederländischen Straßenvierer im Mannschaftszeitfahren auf den 12. Rang.
Von 1965 bis 1970 war Zoet Profi, konnte sich aber nicht etablieren, obwohl er als großes Talent galt, das von seinen Radsportkollegen besonders respektiert wurde. 1965 siegte er im Grote Prijs Stad Sint-Niklaas. Seine größten Erfolge waren 1966 und 1967 jeweils der dritte Platz bei der niederländischen Meisterschaft in der Einerverfolgung auf der Bahn. 1967 war er Teilnehmer der Cyclocross-Weltmeisterschaften.
Zoet starb 1992 im Alter von 49 Jahren an einem Herzanfall. Als Grund werden Einsamkeit, Verbitterung und Alkohol angenommen. 2002 erschien ein Buch über sein Leben: Het Zure Leven van Bart Zoet (niederl. = Das saure Leben von Bart Zoet) von Gijs Zandbergen.